# 미르모 퐁퐁퐁
《미르모 퐁퐁퐁》(일본어: わがまま☆フェアリー ミルモでポン)은 시노즈카 히로무의 원작만화로 일본의 쇼가쿠칸과 TV 도쿄가 제작한 애니메이션이다.

## 작품소개
- 일본 방송 : 2002년 4월 6일 ~ 2005년 9월 27일 총 172화 완결(TV 도쿄)
  - 제멋대로☆요정 미루모데퐁! : 총 78화
  - 제멋대로☆요정 미루모데퐁! 골든 : 총 24화
  - 제멋대로☆요정 미루모데퐁! 원더풀 : 총 48화
  - 제멋대로☆요정 미루모데퐁! 챠밍 : 총 22화

한국어 더빙판은 SBS에서 2005년 7월 25일부터 2005년 11월 29일까지 매주 월, 화요일 오후 5시에, 2005년 12월 5일부터 2006년 1월 24일까지 매주 월, 화요일 오후 4시 25분에 총 52화가 방영된 바 있으며, 이후의 나머지 에피소드와 골든 시리즈는 2006년 7월 17일 이후 챔프TV와 애니원, 애니박스를 통해서 지속적으로 방영된 바 있다. 그러나 역대 시즌 중 원더풀 시리즈는 국내에서 심의가 되지 않아 원더풀 시리즈는 방영되지 못했다. 2015년 1월 7일에는 과거의 수입 및 공급 관계였던 CJ E&M이 "제멋대로 요정! 미르모 퐁퐁퐁"이라는 이름으로 투니버스에서 방영이 다시 재개되었고, 역대 시즌 중 챠밍 시리즈도 같은 시기에 투니버스에서 방영되었다.

## 줄거리
인간과 요정이 같이 살면서 벌어지는 이야기를 다룬 만화이다.

## 등장인물

### 인간
- 채민서(일본명:미나미 카에데, みなみ かえで)
- 연우진(일본명:유우키 세츠, ゆうき せつ)
- 도시은(일본명:히다카 아즈미, ひだか あずみ)
- 신재아(일본명:키도 에츠미, きど えつみ)
- 송이현(일본명:마츠타케 카오루, まつたけ かおる)
- 김비서(일본명:히라이, ひらい)
- 민서 엄마(일본명:카에데 엄마, 楓のママ)
- 강예지(일본명:에구치 사오리)
- 윤단비(일본명:우메조노 모모)

### 요정
- 미르모(일본명:미루모, ミルモ) 마라카스
- 아르므(일본명:리루무, リルム) 탬버린
- 야초(일본명:야시치, ヤシチ) 트라이앵글
- 무르모(일본명:무루모, ムルモ) 작은 북
- 마르모(일본명:마루모, マルモ / 미르모의 아버지, 국왕폐하) 큰 북
- 샐리아(일본명:사리아, サリア) 하프
- 몽가(일본명:몽가, モンガ)
- 블랙망토단(일본명:와루모단, ワルモ団) 일렉기타
- 미모모(ミモモ)
- 세모뱅(일본명:한조, ハンゾー)
- 가세뱅(일본명:사스케, サスケ)
- 아랑(일본명:야마네)
- 페타(ぺータ)
- 맘보(マンボ)
- 비케(ビケー)
- 가빈(ガビン) 하모니카
- 안나(アンナ) 일렉기타
- 엔모선생(일본명:엔마, エンマ)
- 덴타〈치과의사〉(일본명:타인, タイン) 핸드벨
- 갸아(Gyaa, ギャア)
- 앙크미(일본명:아쿠미)

## 방송
- 일본 : TV 도쿄

## 에피소드

### 미르모 퐁퐁퐁
총 76화
※ 대한민국판은 76개 에피소드중에 2개는 승인불가
- 1화 : 요정 미르모님 납시요
- 2화 : 아르모로부터 마음을 담아
- 3화 : 뚜둥 야초 등장이요
- 4화 : 민서의 매직 다이어트
- 5화 : 미니미니 민서의 대모험
- 6화 : 잃어버린 사랑의 마음
- 7화 : 다시찾은 사랑의 마음
- 8화 : 누가누가 나가나 미르모 VS 무르모
- 9화 : 슈퍼황태자 송이현
- 10화 : 사랑의 사각전쟁
- 11화 : 아바마마 오시다, 어서 가소서
- 12화 : 아르므랑 모그랑
- 13화 : 손잡이를 찾아라
- 14화 : 미르모 학생, 낙제
- 15화 : 사악한 블랙망토단
- 16화 : 미르모 왕국을 향하여
- 17화 : 가이아족의 선물
- 18화 : 미방영
- 19화 : 여름, 바다, 송이현입니다
- 20화 : 미르모, 꽉 끼었네!
- 21화 : 유령의 집에서 생긴 일
- 22화 : 야초의 사랑
- 23화 : 아르므의 엉터리 카드점
- 24화 : 내 이름은 덴타! 입을 벌려라
- 25화 : 진짜 사악한 블랙 망토단
- 26화 : 미르모 왕국을 구해라
- 27화 : 요정 학교로 GOGOGO!!
- 28화 : 파이팅! 겹치기 운동회
- 29화 : 아르므의 약혼 기념일
- 30화 : 찰칵! 미르모 왕국의 극비사진
- 31화 : 내 이름은 삿바!
- 32화 : 파피는 므르모를 싫어해
- 33화 : 안녕 도시은
- 33화 : 새로운 스타탄생
- 34화 : 미방영
- 35화 : 긴급수배! 미르모를 체포하라
- 36화 : 미르모 VS 메카모
- 37화 : 쥐방울의 세가지 선물
- 38화 : 이건 또 모다냐
- 39화 : 뻐끔뻐끔 명탐정 템즈
- 40화 : 또로로와 요정주사위
- 41화 : 귤, 외계인, UFO
- 42화 : 나여 삿바! 또왔구먼
- 43화 : 홈런! 요정 친구들
- 44화 : 발렌타인 초콜릿 대소동
- 45화 : 요정기자 삼인방, 특종을 잡아라
- 46화 : 콜록콜록, 감기 조심하세요
- 47화 : 탈출! 요정 낙서장
- 48화 : 진짜 사나이 되기 대작전
- 49화 : 앙큼이와 시간의 구슬
- 50화 : 잃어버린 시간을 찾아서
- 51화 : 움직여라! 미르모 왕국
- 52화 : 마라카스 산산조각나다
- 53화 : 알쏭달쏭 전학생 강예지
- 54화 : 혹시 시은이 동생?
- 55화 : 과자같은 이야기
- 56화 : 아르므라는 이름의 꽃
- 57화 : 미르모와 무르모의 어버이날
- 58화 : 전격해체 블랙망토단
- 59화 : 무르모는 내 꺼!
- 60화 : 위험한 콘서트
- 61화 : 삼바와 구리구리
- 62화 : 부인, 곰팡이입니다요
- 63화 : 하여튼 대단한 마법, 전편
- 64화 : 하여튼 대단한 마법, 후편
- 65화 : 누가 누구고 누구였지?
- 66화 : 비실비실 울보요정
- 67화 : 슈퍼 울트라공주 윤단비
- 68화 : 소중한 친구
- 69화 : 동물원에 완전히 갇혔네
- 70화 : 택배 왔습니다
- 71화 : 소녀 왔사옵니다
- 72화 : 당신 누구요?
- 73화 : 도련님 스토리, 팔랑팔랑검의 비밀
- 74화 : 비밀기지를 지켜라
- 75화 : 가자! 방송국으로
- 76화 : 다크가 부활할때
- 77화(완결) : 황금요정 미르모
- 미방영
- 19화 : 폭죽과 마법과 할아버지(※ 일본 문화로 인해 방영되지 않았음)
- 34화 : 무모타로의 도깨비 퇴치(※ 일본 문화로 인해 방영되지 않았음)

### 미르모 퐁퐁퐁 골든
총 24화
- 제1화 : 방가방가 나는야 미르모
- 제2화 : 스티커 요정
- 제3화 : 요정과 친구가 되는 방법
- 제4화 : 요정 콘서트
- 제5화 : 대결! 황야의 대경주
- 제6화 : 야생의 하모니
- 제7화 : 진짜 미르모는 누구?
- 제8화 : 최부잣집의 비극
- 제9화 : 으라차차 어택, 룰루랄라 리시브
- 제10화 : 요정틱한 시계 제1장
- 제11화 : 요정틱한 시계 제2장
- 제12화 : 민서렐라 이야기
- 제13화 : 결성!키즈 블랙망토단
- 제14화 : 아르므와 앙크미의 요리솜씨 대결
- 제15화 : 사랑에 빠진 요정
- 제16화 : 위기일발! 미모모샵
- 제17화 : 거물요정 M, 전격약혼?!
- 제18화 : 수학여행, 온천으로 GO!GO!
- 제19화 : 예지의 깜짝 데이트 대작전
- 제20화 : 조각난 우정
- 제21화 : 수상한 음악제
- 제22화 : 내 이름은 다크
- 제23화 : 세상을 구한 멜로디
- 제24화(완결) : 굿바이 미르모

### 미르모 퐁퐁퐁 챠밍
총 22화
- 제1화 : 헤어지고 또 만나는 새학기
- 제2화 : 사랑 싸움꾼, 파피
- 제3화 : 사랑의 기술은 어려워
- 제4화 : 제가 바로 '유령'이랍니다~
- 제5화 : 두근두근 스트라이크?
- 제6화 : 사랑은 언제나 꽃밭
- 제7화 : 사랑은 언제나 꽃밭 - 요정편 -
- 제8화 : 봄이와 우진이
- 제9화 : 천국에서 돌아온 판다에요
- 제10화 : 이현 도련님의 역습!
- 제11화 : 삐약삐약 병아리 대소동
- 제12화 : 유령과 함께 블랙망토단
- 제13화 : 재미있는 만화 그리기
- 제14화 : 국내 미방영
- 제15화 : 연우진 VS 고지용, 수영장 승부!
- 제16화 : 휘몰아치는 사랑의 폭풍
- 제17화 : 흔들리는 서로의 마음
- 제18화 : 뭐든지! 무조건! 열심히!
- 제19화 : 위험에 빠진 판다
- 제20화 : 마음을 정리하는 방법
- 제21화 : 민서의 소원과 미르모의 마음
- 제22화(완결) : 모두 다 함께, 미르모얏 퐁!(완결)

## 성우 출연

### SBS판
- 박영희 - 채민서(미나미 카에데) 役
- 지미애 - 도시은(히다카 아즈미) / 가새뱅(사스케) 役
- 김영선 - 연우진(유우키 세츠) / 김비서(히라이) / 블랙망토단 2호 / 담임 선생님 役
- 양석정 - 송이현(마츠타케 카오루) / 블랙망토단 1호 役
- 김서영 - 미르모(미루모) 役
- 임은정 - 아르므(리루무) / 민서 엄마 役
- 양정화 - 무르모(무루모) / 신재아(키도 에츠미) / 블랙망토단 5호 役
- 박은숙 - 야초 / 앙크미(아쿠미) 役
- 홍소영 - 세모뱅(한조) / 페타(피터) 役
- 이장원 - 마르모(마루모) / 블랙망토단 4호 / 덴타(타인) / 팬시점 주인 役
- 이계윤 - 블랙망토단 3호 / 양호 선생님 / 미모모 / 비케 役
- 정현경 - 파피 役

### 투니버스판
- 김율 - 미르모 役
- 방연지 - 채민서 役
- 정혜원 - 아르므 役
- 김명준 - 연우진 役
- 김채하 - 파피 役
- 이계윤 - 강예지 役
- 장민혁 - 고지용 役
- 박리나 - 무르모 役
- 권성혁 - 송이현 役
- 안영미 - 야초 役
- 여윤미 - 도시은 / 가빈 役
- 류점희 - 판다 役
- 유지원 - 이봄 役
- 김정훈 - 오로이 役
- 한신 - 담임 선생님 / 블랙망토단 役
- 여민정 - 신재아 役
- 이호산 - 김비서 / 블랙망토단 役
- 김새해 - 가새뱅 / 맘보 / 블랙망토단 役
- 김현지 - 세모뱅 役
- 이소은 - 아랑 / 페타 役
- 임윤선 - 비케 / 블랙망토단 役
- 최준영 - 요정장로 役
- 시영준 - 블랙망토단 役
- 황원 - 마르모 役

## 녹음제작
- 주제가 : 박재석(헐리우드 매너)
- 노래 : 이정은
- 타이틀로고 : 강봉균
- CG : 이혜영
- 녹음 : 최정문
- 종합편집 : 노경남, 양창주
- 번역 : 안미영
- 연출 : 권영숙